# Nikolski (Alaska)
Nikolski és una concentració de població designada pel cens dels Estats Units a l'estat d'Alaska. Segons el cens dels Estats Units del 2000 tenia 39 habitants.

## Demografia
Segons el cens del 2000, Nikolski tenia 39 habitants, 15 habitatges, i 12 famílies La densitat de població era de 0,1 habitants/km².
Dels 15 habitatges en un 40% hi vivien nens de menys de 18 anys, en un 53,3% hi vivien parelles casades, en un 20% dones solteres, i en un 20% no eren unitats familiars. En el 20% dels habitatges hi vivien persones soles el 20% de les quals corresponia a persones de 65 anys o més que vivien soles. El nombre mitjà de persones vivint en cada habitatge era de 2,6 i el nombre mitjà de persones que vivien en cada família era de 2,92.
Per edats la població es repartia de la següent manera: un 35,9% tenia menys de 18 anys, un 0% entre 18 i 24, un 30,8% entre 25 i 44, un 23,1% de 45 a 60 i un 10,3% 65 anys o més.
L'edat mediana era de 40 anys. Per cada 100 dones hi havia 105,3 homes. Per cada 100 dones de 18 o més anys hi havia 92,3 homes.
La renda mediana per habitatge era de 38.750 $ i la renda mediana per família de 40.250 $. Els homes tenien una renda mediana de 26.250 $ mentre que les dones 11.875 $. La renda per capita de la població era de 14.083 $. Aproximadament el 23,5% de les famílies i el 20,7% de la població estaven per davall del llindar de pobresa.

## Poblacions més properes
El següent diagrama mostra les poblacions més properes.